# Elizabeth Stuart
Elizabeth Stuart (* 1963 in Kent, England) ist eine christliche Theologin, Professorin und Autorin aus dem Vereinigten Königreich.
Insbesondere auf dem Gebiet der Sexualethik, der Genderstudien,  der Queer-Theologie und christlicher Mystik hat Stuart verschiedene Werke publiziert.
Stuart ist Professorin für christliche Theologie an der University of Winchester im Vereinigten Königreich und Direktorin des Centre for the Study of Theology and Religion. Sie ist Mitherausgeberin des akademischen Journals Theology und Sexuality.
Stuart wurde zur Bischöfin der Open Episcopal Church ordiniert. Später hat sie diese Kirche verlassen und ist gegenwärtig Mitglied der Liberal Catholic Church International. 2006 wurde sie Erzbischöfin der Provinz von Großbritannien und Irland der Liberal Catholic Church International.

## Schriften
- Daring to speak love’s name. Hamish Hamilton, London 1992, ISBN 0-241-13335-1.
- Just good friends. Towards a lesbian and gay theology of relationships. Mowbray, London 1995, ISBN 0-264-67328-X.
- Religion is a queer thing. A guide to the Christian faith for lesbian, gay, bisexual, and transgendered people. Cassell, London 1997, ISBN 0-304-33749-8.
- Gay and lesbian theologies. Repetitions and critical difference. Ashgate, Aldershot 2002, ISBN 0-7546-1661-4.
- Exploding mystery. A queer science of the sacraments. T.& T. Clark, London 2006, ISBN 978-0-567-08202-2 (Queering Theology Studies).